# Ludwig Schlesinger
Ludwig Schlesinger (13. října 1838 Horní Litvínov – 24. prosince 1899 Praha) byl rakouský a český historik a politik německé národnosti, v 2. polovině 19. století poslanec Českého zemského sněmu, koncem století předseda klubu německých poslanců na zemském sněmu.

## Biografie
Pocházel z rodiny řemeslníka. Studoval na cisterciáckém gymnáziu v Chomutově, pak od roku 1853 na piaristickém gymnáziu v Mostě. V letech 1857–1860 vystudoval filozofii, klasickou filologii, dějiny a matematiku na Karlo-Ferdinandově univerzitě v Praze. Zde se zapojil do činnosti burschenschaftu Albia a v letech 1858–1859 byl předsedou čtenářského spolku německých studentů. Roku 1862 získal titul doktora filozofie a roku 1863 kvalifikaci učitele. Působil v letech 1865–1868 jako zastupující pedagog na německé reálce v Praze. Roku 1869 byl převeden do Litoměřic, kde se stal ředitelem tamní reálné školy. Byl zde také veřejně aktivní, zasedal v obecním zastupitelstvu. Od roku 1876 zastával funkci ředitele německého dívčího lycea v Praze. V roce 1861 spoluzaložil Verein für Geschichte der Deutschen in Böhmen (Spolek pro dějiny Němců v Čechách), kterému od roku 1880 (podle jiného zdroje až od roku 1892) předsedal. Dlouhodobě (v letech 1870–1892) redigoval spolkový časopis Mitteilungen des Vereines für Geschichte der Deutschen in Böhmen. V historiografické práci se snažil zdůrazňovat podíl německého elementu na utváření dějin Čech. Vydával edice pramenů městské provenience ze středověkého období.
V 70. letech 19. století se natrvalo zapojil i do zemské politiky. V zemských volbách v roce 1870 byl zvolen na Český zemský sněm za kurii venkovských obcí (obvod Karlovy Vary – Loket – Bečov). Mandát obhájil za tentýž obvod i zemských volbách v roce 1872. Do sněmu se po krátké přestávce vrátil i po volbách v roce 1878, nyní za kurii venkovských obcí (obvod Liberec – Jablonec – Tanvald). Jeho volba byla potvrzena v březnu 1880. V řádných volbách v roce 1878 v tomto obvodu uspěl Josef Gahler, ale křesla se musel vzdát, protože zároveň uspěl i v jiné kurii. Na 28. říjen 1878 zde proto byly vypsány doplňovací volby. Schlesinger v tomto okrsku mandát obhájil i v řádných volbách v roce 1883, stejně jako ve volbách v roce 1889 a volbách v roce 1895.
Od roku 1885 byl členem zemského výboru, kde vedl referát finanční. V letech 1886–1889 se ovšem na práci výboru ani sněmu nepodílel, v rámci tehdejší německé politiky pasivní rezistence.
Stranicky se profiloval jako německý liberál (takzvaná Ústavní strana, liberálně a centralisticky orientovaná, odmítající federalistické aspirace neněmeckých etnik). Coby zastánce zájmů německé populace Čech navrhl v roce 1882 poprvé koncept administrativního rozdělení Čech na českou a německou část. V roce 1890 se podílel na vyjednávání o česko-německém smíru (takzvané punktace). Poté, co zemřel Franz Schmeykal, se roku 1894 stal předsedou poslaneckého klubu německých poslanců na zemském sněmu. V roce 1896 se podílel na vzniku Německé pokrokové strany, která se následujícího roku odtrhla na Říšské radě od střechového klubu Sjednocené německé levice. V rámci strany patřil k umírněnému křídlu a když koncem 90. let vrcholily emoce okolo Badeniho jazykových nařízení, snažil se za sudetoněmeckou populaci zcela nezpřetrhat vztahy s vládou. Badeniho jazyková nařízení ovšem odmítal a v lednu 1898 navrhl jménem německých poslanců na sněmu jejich zrušení.
Zemřel v prosinci 1899.